# Rauhia multiflora
Rauhia multiflora (Kunth) Ravenna, 1969 è una pianta caudiciforme della famiglia delle Amaryllidaceae, endemica del Perù.

## Descrizione
Il fusto raggiunge un diametro massimo di cm. 30, con foglie opposte di consistenza carnosa con presenza di grosse venature e infiorescenza bianca.